# Parti de l'Union constitutionnelle
Le Parti de l'Union constitutionnelle (en anglais : Constitutional Union Party) est un parti politique américain, fondé en 1860 et disparu en 1861. Les membres du Parti de l'Union constitutionnelle avaient été membres du Parti whig ou du Parti Know Nothing. Un petit nombre des membres avaient été des démocrates.
En 1860, ils désignèrent John Bell, sénateur du Tennessee, comme candidat à l'élection présidentielle, avec Edward Everett sénateur du Massachusetts, comme vice-président. Cherchant à rallier le soutien dans le Sud profond, un groupe d'unioniste constitutionnel réuni en Alabama a publié une plate-forme soutenant que le Congrès et les législatures territoriales ne pouvaient empêcher les individus d'amener des esclaves dans les territoires. Cette plate-forme, bien que non adoptée par le parti national, a gravement endommagé la position des unionistes constitutionnels dans le Nord. Le Parti de l'Union constitutionnelle avait pour but « la préservation de l'Union, de la Constitution et des lois ». Le parti de l'Union constitutionnelle reçut 590 901 votes. Il gagna les États de Virginie, Kentucky et Tennessee. Il recueillit la grande majorité des suffrages du anciens Whigs du Sud.
Le Parti de l'Union constitutionnelle disparut au début de la guerre de Sécession en 1861.